# Moulis-en-Médoc
Moulis-en-Médoc is een gemeente in het Franse departement Gironde (regio Nouvelle-Aquitaine). De plaats maakt deel uit van het arrondissement Lesparre-Médoc. Moulis-en-Médoc telde op 1 januari 2022 1.917 inwoners.

## Geografie
De oppervlakte van Moulis-en-Médoc bedroeg op 1 januari 2022 20,56 vierkante kilometer; de bevolkingsdichtheid was toen 93,2 inwoners per km².

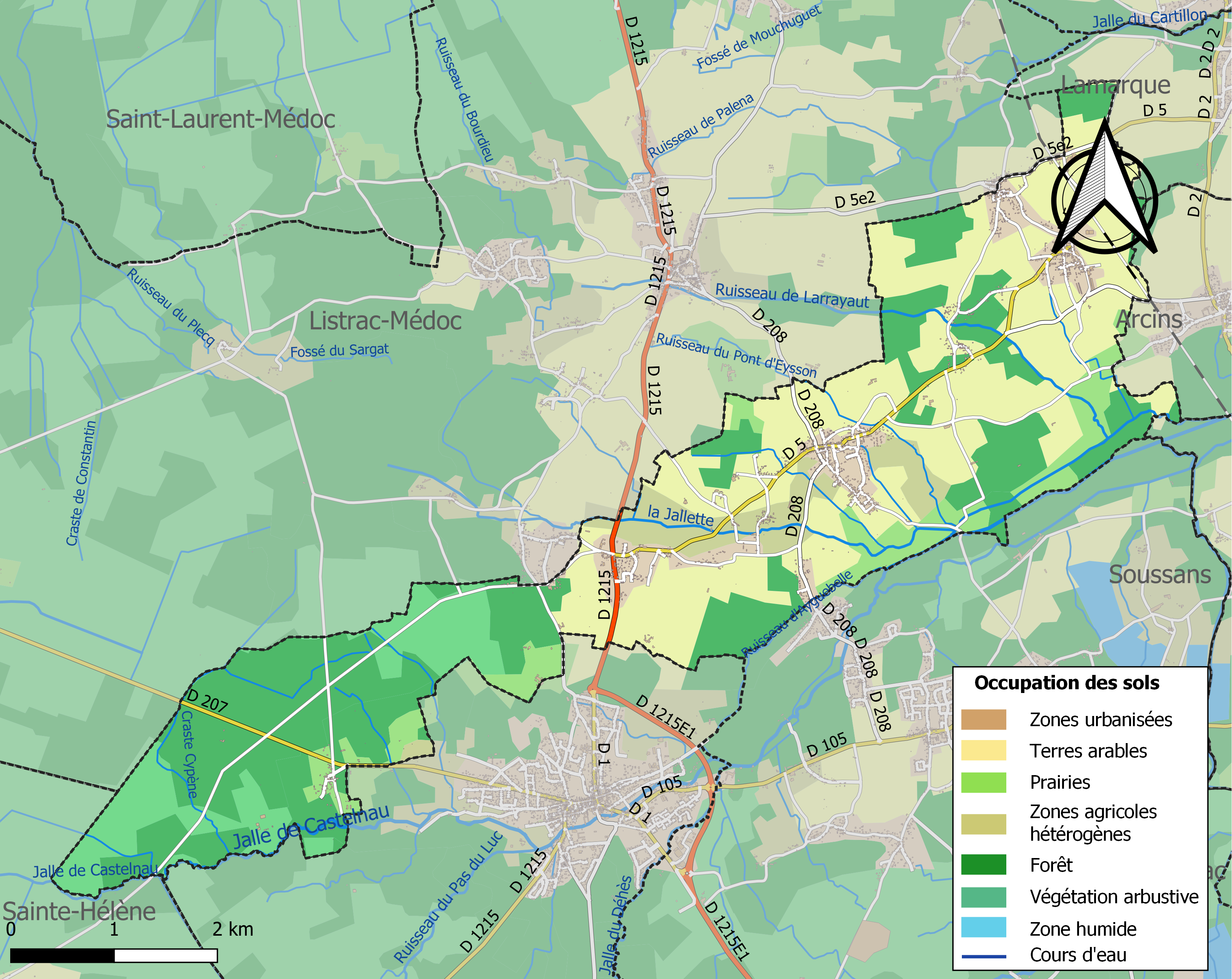
Kaart van de gemeente met belangrijkste infrastructuur, bodemgebruik en omliggende gemeenten

## Verkeer
In de gemeente ligt de spoorweghalte Moulis-Listrac.

## Demografie
Onderstaande figuur toont het verloop van het inwonertal (bron: INSEE-tellingen).